# Ornithospila pennisignata
Ornithospila pennisignata är en fjärilsart som beskrevs av Walker 1861. Ornithospila pennisignata ingår i släktet Ornithospila och familjen mätare. Inga underarter finns listade i Catalogue of Life.